# Mnov, Cernihiv
Mnov (în ucraineană Мньов) este localitatea de reședință a comunei Mnov din raionul Cernihiv, regiunea Cernihiv, Ucraina.

## Demografie
Componența lingvistică a localității Mnov
     Ucraineană (98,55%)
     Alte limbi (1,45%)
Conform recensământului din 2001, majoritatea populației localității Mnov era vorbitoare de ucraineană (98,55%), existând în minoritate și vorbitori de alte limbi.